# 中仰陵站
中仰陵站是石家庄地铁3号线的地铁车站，位于中华人民共和国河北省石家庄市裕华区金沙江路与天山南大街交叉口地下，2021年4月6日开通运营。

## 车站结构
中仰陵站位于金沙江路与天山南大街交叉口，沿金沙江路呈东西向布置，车站长232米，为地下两层岛式站台车站。车站地下一层为站厅层，地下二层为站台层。
| 地面              | 出入口 | A、B、C、D出入口                                                                                      |
| 地下一层          | 站厅   | 客服中心、自动售票机、验票机                                                                          |
| 地下二层          | 站台   | \| \| \| █ 3号线往西三庄（西仰陵） \| \| 島式 · 開左邊车门 \| \| \| \| \| \| █ 3号线往乐乡（南豆） \| |
|                   |        | █ 3号线往西三庄（西仰陵）                                                                             |
| 島式 · 開左邊车门 |        | |
|                   |        | █ 3号线往乐乡（南豆）                                                                                 |

## 车站出口
中仰陵站共设4个出口，各出口及周围设施如下所示：
| 出口编号                             | 照片 | 地点             | 可到达目的地       |
| ------------------------------------ | ---- | ---------------- | ------------------ |
| 出口 · A · 扶手电梯标志              |      | 金沙江路（北侧） | 五合·锦江府        |
| 出口 · B · 扶手电梯标志              |      | 金沙江路（南侧） | 天然城，丽景湾小区 |
| 出口 · C · 扶手电梯标志              |      | 金沙江路（南侧） | 和合美家           |
| 出口 · D · 升降机标志 · 扶手电梯标志 |      | 金沙江路（北侧） |                    |
| 註： 設有 \| 設有扶手電梯            |      |                  |                    |

## 接驳交通

### 公交车
- 中仰陵地铁站：32路、71路、快97路、804路

## 历史
车站建设时期工程名为天山大街站，开通前确定以中仰陵站作为车站正式名称。而其西侧规划名为中仰陵站的相邻车站被命名为西仰陵站。
- 2019年11月13日，车站主体结构封顶[2]。
- 2021年4月6日，本站随3号线一期东段及二期工程通车一同开通[1]。